# Ngỗng bồ các
Ngỗng bồ các là tên gọi tạm dịch từ tiếng Anh của cụm từ Magpie-goose là một loài thủy điểu với danh pháp hai phần Anseranas semipalmata, chỉ tìm thấy tại khu vực Úc và New Guinea. Nó là thành viên độc nhất vô nhị trong bộ Ngỗng (Anseriformes) và được sắp xếp trong chi/họ động vật đơn loài có danh pháp tương ứng là Anseranas/Anseranatidae.
Ngỗng bồ các là loài chim định cư ở miền bắc Australia và miền nam New Guinea. Nó được tìm thấy trong các kiểu vùng đất thưa cây cối và ẩm ướt khác nhau, chẳng hạn trong các vùng đồng bằng cửa sông hay các đầm lầy. Chúng tương đối tĩnh tại ngoại trừ một vài sự di chuyển nhỏ trong mùa khô.
Nó làm tổ trên mặt đất và đẻ khoảng 5-14 trứng. Một số chim trống có thể giao phối với hai chim mái.
Ngỗng bồ các rất dễ nhận thấy nhờ bộ lông đen-trắng và các chân hơi vàng. Các ngón chân của chúng chỉ có màng chân một phần, mặc dù ngỗng bồ các có thể tìm kiếm các loại thức ăn thực vật kể cả dưới nước lẫn trên cạn. Chim trống to lớn hơn chim mái. Không giống như ngỗng thật sự, việc thay lông ở ngỗng bồ các là dần dần và như thế chúng không có thời kỳ không bay.
Ngỗng bồ các sinh sống thành bầy đàn, trừ thời gian sinh sản. Chúng có thể tạo thành các bầy lớn và ầm ĩ tới hàng ngàn con. Tiếng kêu của chúng khá to.
Loài này được đặt trong bộ Anseriformes, với cấu trúc mỏ đặc trưng của ngỗng/vịt, nhưng được coi là khác biệt với các loài khác trong bộ này. Các họ có quan hệ họ hàng và còn chứa loài sinh tồn ngày nay là Anhimidae (an him) và Anatidae (vịt, ngỗng, ngan và thiên nga), chứa các đơn vị  phân loại còn lại.
Một vài tài liệu cho rằng họ này rất cổ, dường như đã rẽ nhánh ra trước khi xảy ra sự kiện tuyệt chủng kỷ Phấn Trắng–phân đại Đệ Tam. Tuy nhiên, các mẫu hóa thạch lại hạn chế, với loài chưa được miêu tả có từ thời gian thuộc Hậu Oligocen ở Billy-Créchy (Pháp) là đã biết . Chi bí ẩn Anatalavis (Hornerstown Hậu Phấn trắng/Tiền Paleocen ở New Jersey, Hoa Kỳ - Đất sét London, Tiền Eocen ở Walton-on-the-Naze, Anh) đôi khi cũng được coi là các loài đã biết sớm nhất của chim dạng ngỗng bồ các.

## Tình trạng bảo tồn

### Bang Victoria, Australia
- Ngỗng bồ các được liệt kê như là đang nguy cấp trong Flora and Fauna Guarantee Act (Đạo luật bảo đảm quần thực vật và động vật) của bang Victoria năm 1988.[4] Tuy nhiên, Action Statement (Bản tuyên bố hành động) cho đạo luật này để phục hồi và quản lý trong tương lai cho loài này vẫn chưa được chuẩn bị.[5]
- Trên danh sách tư vấn năm 2007 về quần động vật có xương sống đang nguy cấp tại bang Victoria, loài này được liệt kê như là gần nguy cấp.[6]

## Thư viện ảnh

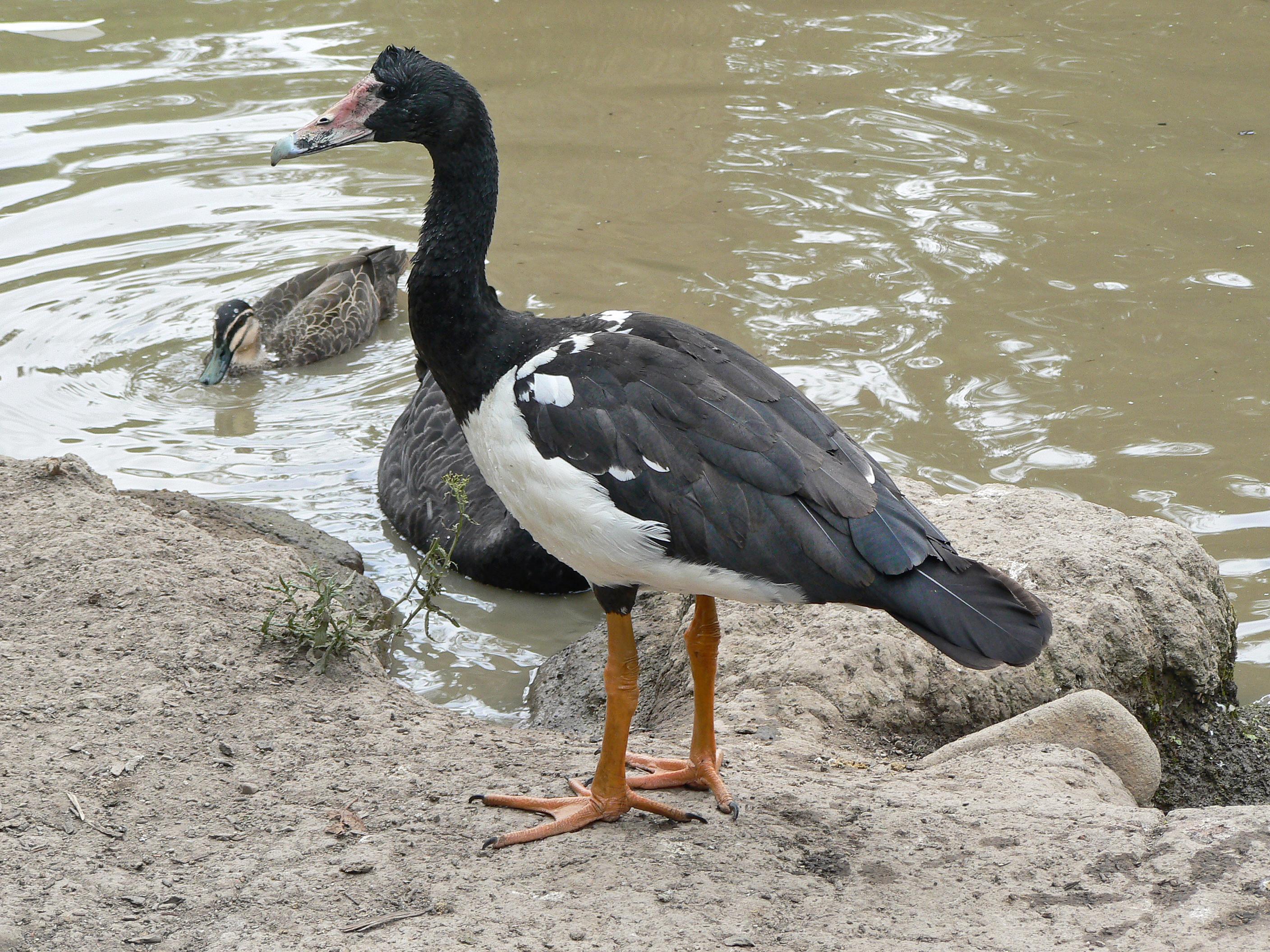
Ngỗng bồ các, Australia
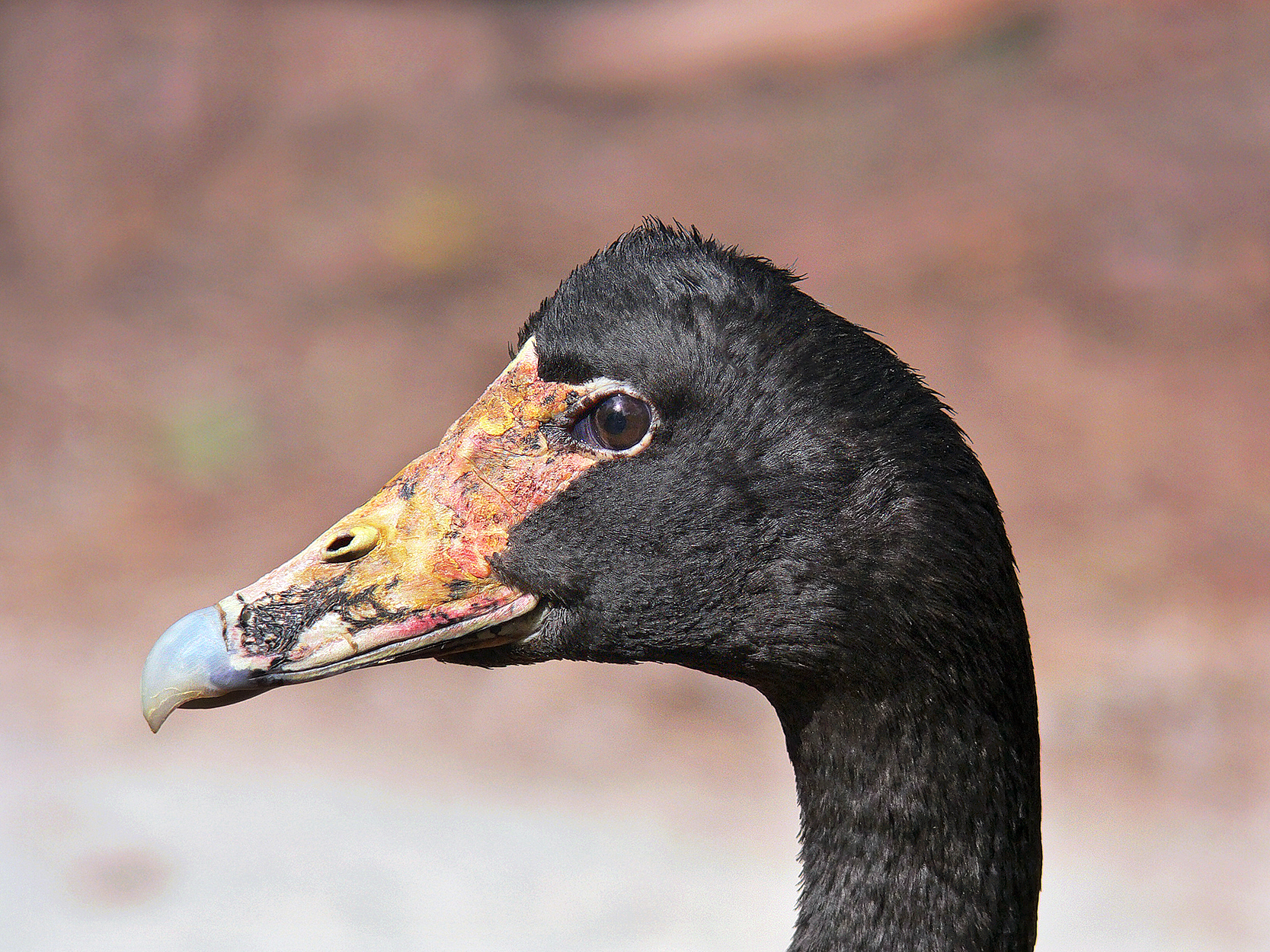
Hình chụp mặt ngỗng bồ các
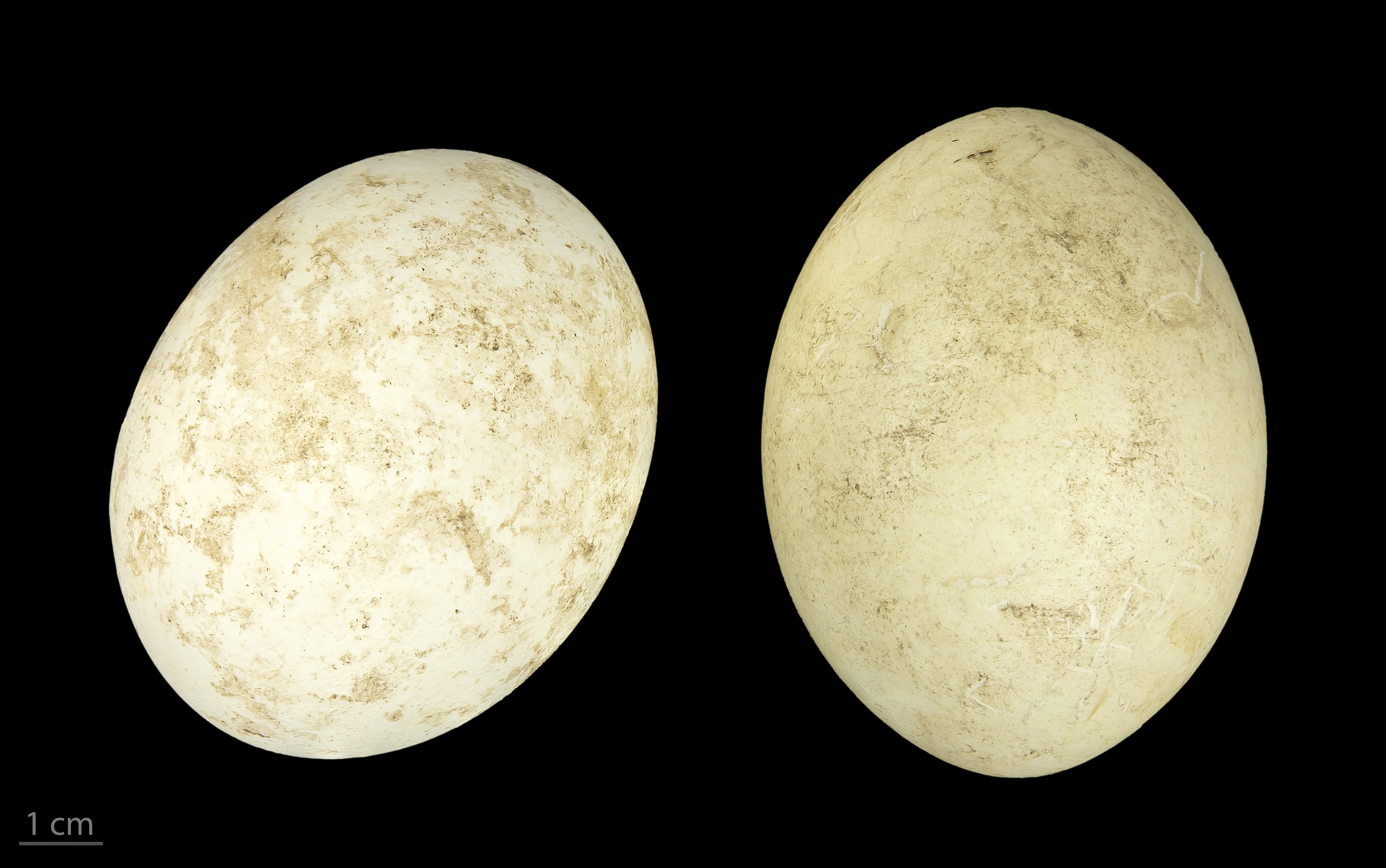
Museum specimen